# 말라테스티아나 도서관

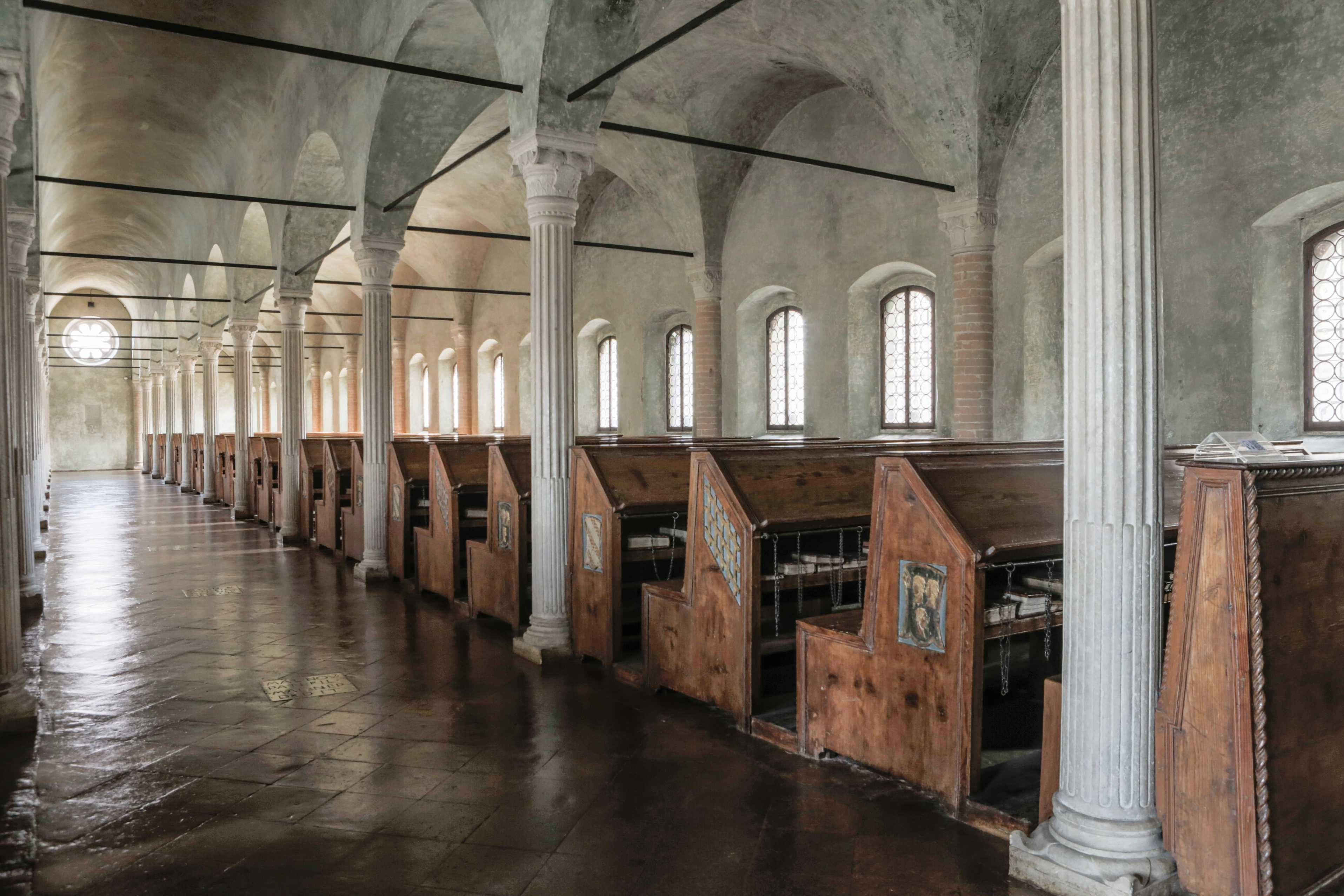

말라테스티아나 도서관(The Malatestiana Library, 이탈리아어: Biblioteca Malatestiana)은 말라테스타 노벨로 도서관(Malatesta Novello Library)으로도 알려져 있으며, 북부 이탈리아의 도시 체세나에 세워진 대중 도서관이다.
1447년부터 1452년에 걸쳐 건물이 건립되었고 1454년에 개관하였으며, 지역 귀족이자 용병대장(콘도티에로)이었던 말라테스타 노벨로(Malatesta Novello)의 이름을 딴 것으로, 유럽 최초의 시민 도서관 즉 교회나 귀족 가문보다는 공동체에 속하여 일반 대중에게도 공개되었다는 점에서 의의가 있다.
이 도서관은 2005년 유네스코 세계기록유산에 등재되었다. 중국의 천일각, 피렌체의 메디치 가문 도서관과 함께 세계 3대 개인 장서고의 하나로 꼽히고 있다.

## 역사와 영향
도서관의 건축과 창조는 체세나의 군주였던 말라테스타 노벨로에 의해 위탁되었다. 건설은 파노(레온 바티스타 알베르티의 제자)의 마테오 누티(Matteo Nuti)가 지휘하였으며, 1447년부터 1452년까지 이어졌다. 말라테스타 노벨로의 지시로, 이곳에 소장된 책들은 수도원이나 특정 가문의 일족이 아닌 체세나 공동체의 소유가 되었다. 이러한 통치 구조 덕분에, 수집품은 많은 수도 도서관처럼 분산되지 않았다.
2005년 유네스코(UNESCO)는 세계기록유산에 이 도서관을 포함시켰다.

## 시설
말라테스티아나 도서관은 이른바 인문-상생형(Humanistic-conventional type)의 세계 유일의 도서관으로, 인문주의적 원칙과 종교적 상징을 위한 건축이 혼합되어 있으며, 그러한 구조나 부속품과 함께 소장된 도서를 550여 년 동안 보존하고 있다. 주요 출입구는 조각가 아고스티노 디 두치오(Agostino di Duccio, 1418–1481)의 작품이었다. 도서관 건물의 주요 출입구는 조각가 아고스티노 디 두치오(1418–1481)의 작품이었다. 주요 출입구의 호두나무가 새겨진 문은 그 건립 시기가 1454년 페르시세토의 산 조반니 출신의 화가 크리스토포로가 조각하였던 시기로 거슬러 올라가고 있다.
도서관 내부 건축은 초기 이탈리아 르네상스 양식의 전형인 기하학적 디자인이 특징이다. 공간 내부에는 문고의 중요성을 '문화의 한 단면'으로써 반영하는 바실리카가 배치되어 있고, 세 명의 항해사가 각 지역의 돌로 만든 10주(柱)의 하얀 기둥으로 나뉘어 있으며, 각 통로에는 아치로 제작한 11개의 구역이 있다. 중앙의 신도석 가운데 헌금을 넣는 함이 있고, 아래를 장미꽃으로 마감하였는데, 그 아래에 말라테스타 노벨로의 묘비가 있다.
서가는 58개의 책상으로 구성되어 있으며, 한쪽이 막혀 있다. 독서하는 데에 있어 가장 이상적인 수준의 조명을 제공하기 위해 고안된 44개의 베네치아 스타일의 창문을 통해 빛이 들어온다.

## 재산
이 도서관에는 종교, 그리스어와 라틴어 고전, 과학과 의학 등 다양한 분야를 망라한 340여 권과 16세기 필사본 3,200여 권을 포함해 40만 권이 넘는 책이 소장되어 있으며 가장 오래된 원고는 세비야의 이시도르가 저술한 《어원학》(Etymologiae)의 필사본이다.